# ماتيوس ماتياس
ماتيوس ماتياس (بالبرتغالية: Matheus Matias Ferreira‏) هو لاعب كرة قدم برازيلي في مركز الهجوم، ولد في 26 يونيو 1998 في ناتال في البرازيل. لعب مع نادي كورينثيانز.

## وصلات خارجية
- ماتيوس ماتياس على موقع قاعدة بيانات كرة القدم.إي يو (الإنجليزية)
- ماتيوس ماتياس على موقع Soccerway.com (الإنجليزية)